# 静岡市立美和中学校
静岡市立美和中学校（しずおかしりつ みわちゅうがっこう）は、静岡県静岡市葵区足久保口組に所在する公立中学校。

## 沿革
- 1947年 - 美和村立美和中学校として開校。校章制定
- 1948年 - 現在地（当時の地番：安倍郡美和村足久保官有無番地）に校舎が完成し移転
- 1955年 - 静岡市立美和中学校に改称
- 1972年 - 体育館、プール完成
- 1986年 - 校畑、茶園「勤労の園」竣工

## 所在地
- 静岡県静岡市葵区足久保口組3276-2

## アクセス
- しずてつジャストライン美和大谷線 美和中学校前バス停から徒歩5分

## 特徴と行事
- 敷地内に庭園「洗心の園」を持ち、毎年そこで学校にある茶園から生徒の手により摘まれるお茶を用いて茶会が行われている。

## 小学校区
下記3校はすべて当校と小中一貫グループである。
- 静岡市立安倍口小学校
- 静岡市立美和小学校
- 静岡市立足久保小学校